# Andradina (kommun)
Andradina är en kommun i Brasilien.   Den ligger i delstaten São Paulo, i den södra delen av landet, 700 km sydväst om huvudstaden Brasília. Antalet invånare är 55 317.
Följande samhällen finns i Andradina:
- Andradina

Omgivningarna runt Andradina är huvudsakligen savann. Runt Andradina är det glesbefolkat, med 16 invånare per kvadratkilometer.